# Satyricon
Satyricon — норвезький блек-метал колектив. Складається з двох постійних учасників: Satyr (вокал, гітара, бас, клавішні) і Фрост (барабани), до яких періодично приєднуються сесійні і концертні музиканти. Satyricon виникли на початку 90-х і від перших альбомів увійшли до числа бендів, які створили норвезьку блек-метал сцену і яких часто характеризують як «другу хвилю блек-металу». Починаючи з четвертого альбому Rebel Extravaganza музика гурту стала більш орієнтованою на масову аудиторію, наступні релізи стабільно потрапляли в мейнстримові музичні чарти. На початку 2000-них Satyricon разом зі співвітчизниками Dimmu Borgir був одною з комерційно найбільш успішних гуртів у своєму жанрі.

## Біографія

### Створення гурту і альбомDark Medieval Times(1990—1993)
У 1990 році бас-гітарист Wargod (Вегард Бломберг) і ударник Exhurtum (Карл Міхаель Ейде) створили дет-металічний гурт Eczema, незабаром до них приєднався гітарист Lemachand (Халвард Йоргенсен). У 1991 вони поміняли назву на Satyricon і почали грати блек-метал, тоді ж в гурт прийшов п'ятнадцятирічний вокаліст Сатир (Сігурд Вонгравен). У цьому складі було записано перше демо All Evil, видане тиражем близько 1000 копій. У 1992 році Wargod попросили піти з гурту, оскільки мало приділяв увагу гурту, пішов і Exhurtum, який покинув сцену і став миротворцем ООН, і ударником став Фрост. У наступному році було записано демо The Forest is My Throne, яке було розпродано тиражем близько 1500 копій. Після запису пішов Lemachand, і в гурті залишилися Сатир і Фрост. У 1995 році Satyricon перевидали The Forest Is My Throne на спліті з Enslaved. Ейде і Йоргенсен згодом відігравали важливу роль в інших відомих норвезьких гуртах: Йоргенсен багато років був постійним учасником Ulver, а Ейде заснував Ved Buens Ende і Aura Noir.
Робота в студії над дебютним альбомом почалася в серпні 1993 року, але до кінця сесії через фінансові проблеми шведського лейблу No Fashion Records музикантам довелося самим шукати гроші і обладнання. Виходом стало створення власного лейблу Moonfog Productions під патронажем більш відомої компанії Tatra Productions. На альбомі, що отримав назву Dark Medieval Times, гурт прагнув передати похмурий дух середньовіччя. «Сирий» блек-метал ефектно поєднується з пасажами, виконаними на акустичній гітарі, і флейтою. Альбом вважається класикою жанру.

### The Shadowthrone, Nemesis Divina і Rebel Extravaganza
Альбом The Shadowthrone більше тяжіє до вікінг-металу: на треку «Vikingsland» домінує чистий вокал, в деяких треках приділяється особлива увага клавішним партіям. На бас-гітарі грав Самот з Emperor, на клавішних — Сверд Стейнар Йонсен з Arcturus. У наступному році Сатир разом з Ісаном з Emperor записав фолк-ембіентний альбом Fjelltronen, який був виданий під ім'ям Wongraven (проєкт був названий за прізвищем Сатира).
Наступний альбом Nemesis Divina вважається класикою гурту. Він був записаний за участю Nocturno Culto (гітарист Darkthrone). В Європі альбом розповсюджувався відомим лейбом Century Media, а на пісню «Mother North», яка досі є однією з найвідоміших пісень гурту, був знятий відеокліп. У тому ж році Satyricon із сесійним гітаристом Даніелем Олайсеном вирушили в європейське турне з Dissection і Gorgoroth.
Із цього моменту Satyricon поступово стали відходити від традиційного блек-металу. У 1997 році був виданий EP Meggido, в який увійшли чотири раніше не видавані треки: ремікс Apoptygma Berzerk на пісню «The Dawn Of A New Age», концертна версія «Forhekset», перезаписані і видані під новою назвою «The Dark Castle In The Deep Forest» і кавер-версія пісні Motörhead «Orgasmatron».
У наступному альбомі Rebel Extravaganza (1999) гурт продовжив експерименти: в музиці з'явилися риси індастріалу, а структура пісень стала нагадувати структуру традиційного року з чергуванням куплетів і приспівів. Після запису альбому, у квітні і травні 2000 року, Satyricon вирушили у турне як хедлайнери з гуртами Hecate Enthroned и Behemoth. Згодом гурт супроводжував американський треш-металічний гурт Pantera в рамках європейського турне останнього.

### Комерційний успіх (2002 -)
У 2002 році гурт підписав контракт з Capitol Records, ставши однією з перших блек-металевих гуртів, які отримали контракт з великим лейблом популярної музики, на видання свого нового альбому Volcano в Скандинавії (основним дистриб'ютором був Nuclear Blast). На головний хіт «Fuel For Hatred» відомий шведський кліпмейкер Йонас Окерлунда зняв відеокліп для ротації на телебаченні. Volcano дебютував на четвертому місці в норвезькому чарті і розійшовся тільки в Норвегії тиражем у 20 000 копій. Пізніше альбом отримав головну національну музичну премію Spellemannsprisen в номінації «Найкращий метал-альбом року», німецьку премію Alarm Award у тій же номінації і премію The Oslo Award як найкращий альбом року. «Fuel For Hatred» на Alarm Award була визнана піснею року. Два роки опісля Volcano був офіційно виданий у США дочірнім лейблом Sony Music під назвою EatUrMusic.
У 2004 році був запланований спільний американський тур з Morbid Angel і Suffocation. Перед туром на гурт звалилися труднощі: Фрост не отримав в'їзну візу, а концертний гітарист Арнт Гронбех в бійці порізав обличчя напередодні від'їзду. У підсумку Гронбех відіграв тур зі швами, а Фроста замінив Трюм Торсон з Emperor. Влітку цього ж року музиканти відіграли на найбільшому фестивалі Wacken Open Air. Ця подія стала знаковою, оскільки разом з Satyricon на сцену вийшов Nocturno Culto і виконав чотири пісні з репертуару Darkthrone. В кінці року відбувся ще один тур по Штатах і Канаді. Цього разу Фроста підміняв Джої Джордісон з Slipknot. Проте двох гітаристів були затримано за звинуваченням у зґвалтуванні і турне було скасоване.
Восени 2005 року гурт розпочав роботу над Now, Diabolical, реліз якого відбувся у квітні 2006. Альбом тепло сприйняла публіка, він здобув комерційний успіх у багатьох країнах, не тільки серед фанів блек-металу. Виданням альбому за межами Норвегії зайнявся лейбл Roadrunner Records. Альбом став першим блек-металічним альбомом, котрий отримав статус золотого (пізніше, у 2007, це повторив альбом In Sorte Diaboli Dimmu Borgir). У березні 2008 року Satyricon стали одними з хедлайнерів Inferno Metal Festival в Осло. Черговий альбом The Age Of Nero вийшов 3 листопада 2008 року. У січні пройшов північноамериканський тур з Cradle Of Filth, у березні відбулися концерти у Австралії та Новій Зеландії.

## Учасники гурту

### Діючі учасники
- Satyr (Сігурд Вонгравен; Sigurd Wongraven) — вокал, гітара, бас, клавішні (з 1990)
- Frost (Кьєті-Відар Харальдстад; Kjetil-Vidar Haraldstad) — ударні (з 1992) (також в 1349, раніше в Gorgoroth)
- Azarak (Steinar Gundersen) — гітара

### Концертні учасники
- Azarak (Стейнар Гундерсен; Steinar Gundersen) — соло-гітара
- АТ Gronbech (Арнт Гронбех; Arnt Gronbech) — ритм-гітара (також грає в Keep of Kalessin)
- Ларс Норберг (Ларс Норберг) — бас-гітара
- Йонна Никула (Jonna Nikula) — клавішні

### Колишні учасники
Гітара:
- Kveldulv (Тед Скьеллум; Тед Skjellum, він же Nocturno Culto з Darkthrone) — гітара на Nemesis Divina
- Lemarchand (Хаавард Йоргенсен, Håvard Jørgensen, також грав у Ulver)
- Vargen (Йоаким Йенсен; Joakim Jensen) (1990–1992)

#### Бас
- Wargod (Вегард Бломберг; Vegard Blomberg) (1990–1993)
- Samoth (Томас Хауген, Thomas Thormodsæther Haugen, також грав у Emperor та ряді інших гуртів) (1993–1996)
- Lord Deadmeat (Горан Бассо, Goran Basso) (1990)

#### Ударні
- Exhurtum (Карл-Мікаель Ейде, Carl-Michael Eide) (1990–1992, також грав у Ulver і Вед Buens Ende)
- PrimeEvil (Стейнар Хенріксен; Steinar Henriksen) (1990–1992)
- Morfar Blodtann (Андерс Орьебу; Anders Orjebu) — перкусія (1990–1996)
- Джоуї Джордісон (Joey Jordison) — ударник в турі по США у 2004 році (грає в Slipknot)

#### Клавішні
- Torden (Торд Вардоен; Tord Vardoen) (1993)

## Дискографія

### Повноформатні альбоми
| Рік  | Дата виходу | Назва                  | Лейбл                                            |
| ---- | ----------- | ---------------------- | ------------------------------------------------ |
| 1993 | вересень    | Dark Medieval Times    | Moonfog Productions                              |
| 1994 | 12 вересня  | The Shadowthrone       | Moonfog Productions                              |
| 1996 | 22 квітня   | Nemesis Divina         | Moonfog Productions/Century Media Records        |
| 1999 | 6 вересня   | Rebel Extravaganza     | Moonfog Productions/Nuclear Blast                |
| 2002 | 25 жовтня   | Volcano                | Capitol Records/EatURmusic/Columbia Records      |
| 2006 | 17 квітня   | Now, Diabolical        | Roadrunner Records/Sony BMG                      |
| 2008 | 3 листопада | The Age of Nero        | Roadrunner Records/Koch Records/Indie Recordings |
| 2013 | 9 вересня   | Satyricon              | Roadrunner Records                               |
| 2017 | 22 вересня  | Deep Calleth Upon Deep | Napalm Records                                   |
| 2022 |             | Satyricon & Munch      |                                                  |

### Міні-альбоми
| Рік  | Дата виходу | Назва           | Лейбл                               |
| ---- | ----------- | --------------- | ----------------------------------- |
| 1997 | 13 червня   | Megiddo         | Moonfog Productions                 |
| 1999 | 10 травня   | Intermezzo II   | Moonfog Productions                 |
| 2008 | 2 червня    | My Skin Is Cold | Roadrunner Records/Indie Recordings |

### Сингли
| Рік  | Дата виходу | Назва                     | Лейбл              |
| ---- | ----------- | ------------------------- | ------------------ |
| 2006 |             | The Pentagram Burns       | Roadrunner Records |
| 2006 | 3 квітня    | K.I.N.G.                  | Sony BMG           |
| 2008 |             | Black Crow on a Tombstone | Roadrunner Records |

### Демо
- All Evil (1992)
- The Forest Is My Throne (1993), в 1995 році перевидано на спліт-альбомі с Enslaved як The Forest Is My Throne / Yggdrassil

### Збірки
- Ten Horns — Ten Diadems (2002)

### Відео
- Mother North [VHS] (1996)
- Roadkill Extravaganza [VHS/DVD] (2001)
- Fuel for Hatred [відеокліп] (2002)
- K.I.N.G. [відеокліп] — (2006)
- The Pentagram Burns [відеокліп] (2006)
- Black Crow On A Tombstone [відеокліп] (2008)
- Live At The Opera [DVD] (2015)

### Офіційні
- Офіційний вебсайт
- satyriconbm Satyricon на сайті myspace.com (англ.)

### Неофіційні
- Satyricon на сайті Last.fm (англ.)